# 4843 Мегантік
4843 Мегантік (4843 Mégantic) — астероїд головного поясу, відкритий 28 лютого 1990 року.
Тіссеранів параметр щодо Юпітера — 3,186.